# 민주운동 (프랑스)
민주운동 (民主運動, 프랑스어: Mouvement démocrate, 약칭 MoDem)은 중도주의, 사회적 자유주의, 범유럽주의 성향의 프랑스 정당이다. 프랑스 민주동맹 (UDF)를 전신으로 중도주의 성향의 프랑수아 바이루에 의해 창당된 이 당은 2007년의 프랑스 대선과 의회선거에서 강력한 바람을 불러일으킨 바 있다.
초기에는 "민주당" (Parti démocrate)으로 이름을 지었다가 후에 현 당명으로 변경 하였는데, 이미 프랑스에 '민주당'이란 이름의 군소정당이 있었기 때문이다.
전통적으로 프랑스 민주동맹은 발레리 지스카르 데스탱에 의해 창당되었을 때부터 우파 정부를 지지해왔다. 2002년에 대중운동연합 (UMP)가 창당되었을 때에는 상원 의원 선거에서는 연합하면서도 내각에는 참여하지 않는 방식으로 UMP와 그 궤를 함께하기도 하였다. 그러나 자크 시라크 집권 2기에 들어, 프랑스 민주동맹은 대중운동연합과 거리를 두기 시작했다. 프랑수아 바이루가 새 지도자로 선출되면서 이러한 성향은 가속화되었는데, 이들은 때로 사회당과 뜻을 함께하기도 하였다.

## 역사

### 2007년 대선
2007년의 대선 기간 동안 프랑수아 바이루는 이념을 뛰어넘은 내각 구성을 주장했다. 비록 1차투표를 넘지 못하였으나, 예상보다 많은 18%의 득표를 하였으며 그중 일부는 대중운동연합과 같은 주류 정당으로부터 이전된 득표였다. 이 선거를 통해 자신의 정치적 영향력을 확인받은 바이루는 5월 29일, 민주운동을 창당할 계획을 밝혔다. 민주운동은 또한 급진공화동맹의 지지를 받게 되었다.
프랑스 민주동맹의 일부 당원들은 현재의 투표제도에서 민주운동이 이전보다 의회 선거에서 많은 표를 획득할 수 없다는 것을 이유로 바이루의 새로운 전략을 거부하였다. 이들은 탈당하여 신중도당을 결성하고 니콜라 사르코지를 지지하기로 결정한다.

### 2007년 의회 선거
2007년의 의회 선거 1차 투표에서 민주운동은 7.61%를 획득하였다. 민주동맹이 공식적으로 창당되지 않았기 때문에, 후보들은 '프랑스 민주동맹-민주운동'이란 당명 아래에 출마하였다. 결국 민주운동은 하원 국민의회에 3석을 진출시키는데 성공한다. (당시 신중도당에 참여하고 있던 압둘라티포 알리 (지역구 : 마요트)는 제외한다.)

### 창당 대회

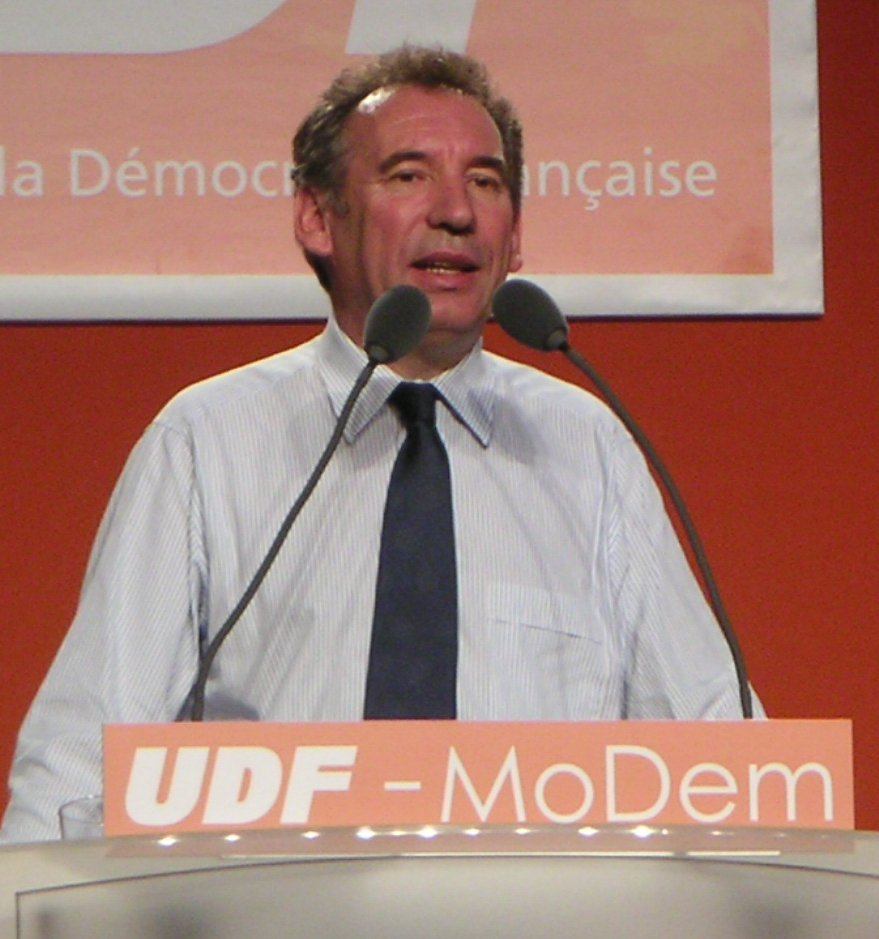
프랑수아 바이루

2007년 12월 1일에 민주운동은 센생드니의 빌팽트에서 공식적인 창당대회를 열었다. 이 대회에서 바이루가 당수로 당선된다.

## 이념
프랑스 대선 기간 동안, 프랑수아 바이루는 국가채무, 현재의 좌/우로 고정된 정치제도의 혁신, 헌법 개정 등 세 가지를 주장하였다. 이들은 곧 민주운동의 핵심 이슈가 되었다.
민주운동은 일부 프랑스 민주동맹과 다른 점들이 있는데, 먼저 일부 당원들이 신중도당으로 분당하였다는 점과 녹색당의 의원을 포함한 당원 일부와 코린 르파주 등 21세기를 위한 시민의식, 행동, 참여가 좌우 이념을 뛰어넘은 정치적 생태주의를 실현하기 위해 참여하였다는 점이다. 이에 따라 민주운동은 기존의 프랑스 민주동맹과 달리 중도 좌파적 이념 스펙트럼을 취함으로써 이전보다 넓은 정치적 기반을 갖게 되었다.
2004년, 프랑수아 바이루는 프란체스코 루텔리의 민주주의는 자유다 - 데이지와 함께 유럽 민주당을 창당하였다. 2005년에 유럽 민주당은 미국 민주당 내 새로운 민주연합과 함께 중도주의, 자유주의, 사회적 자유주의 정당의 세계적 네트워크인 민주동맹을 발족하였다.